# Внезапная ярость
«Внезапная ярость» (англ. A Family Torn Apart) — американский кинофильм. Экранизация произведения, написанного на основе реальных событий, автор которого — Лесли Уокер.

## Сюжет
Фильм начинается с того, что неизвестный прячет в лесу окровавленный топор. Затем основное внимание уделяется «Брайану Ханнигану», мальчику, который связывается с полицией после смерти его приемных родителей в результате двойного убийства.
Следователи сразу же видят главного героя в качестве подозреваемого, потому что он находился в доме, когда произошли убийства. Считается, что мальчик был слишком спокоен, учитывая обстоятельства, он также утверждал, что ничего не слышал в ту ночь, когда произошли убийства.
Крис Ханниган, 7-летний приёмный брат Брайана, сообщает полиции, что видел другого своего приёмного брата — 17-летнего Дэниела, пациента психиатрической больницы, уходящим из дома всего через несколько секунд после трагедии.
Хотя Дэниел отрицает, что был в доме во время убийства, он становится главным подозреваемым.
Том Келли — является адвокатом, который верит в невиновность сыновей и сам начинает собирать информацию для их защиты. Брайан говорит ему, что его усыновили в возрасте шести лет, незадолго до того, как был усыновлен и Дэниел.
Он рассказывает, что, хотя они казались идеальной семьёй, их родители оскорбляли Дэниела, потому что у него всегда были проблемы.
Когда на обуви Брайана обнаруживается кровь, суд приказывает разлучить его с братьями. Его забирают в дом Келли, к большому страху жены Тома Лиз.
Брайан признаёт, что всегда боялся высказывать своё собственное мнение, и описывает разговор между его приёмной матерью — Морин и её лучшей подругой — Барбарой, в котором Морин выразила свой гнев, когда что-то идёт не так, как она хочет, имея в виду поведение Дэниела.

## В ролях
| Актёр             | Роль             |
| ----------------- | ---------------- |
| Грегори Харрисон  | Том Келли        |
| Нил Патрик Харрис | Брайан Хэннигэн  |
| Джонни Галэки     | Дэниел Хэннигэн  |
| Линда Келсли      | Морин Хэннигэн   |
| Джон М. Джексон   | Джо Хэннигэн     |
| Лиза Бейнс        | Барбара Форестер |
| Джеймс Хэнди      | детектив Стокмэн |
| Тим Келлехер      | детектив Кэхил   |
| Тимоти Басс       | Кен Пирсон       |
| Эрик Ллойд        | Крис Хэннигэн    |